# 박종문 (축구인)
박종문(1970년 10월 2일 ~ )은 대한민국의 은퇴한 축구 선수이며 현 지도자이다. 선수 시절 포지션은 골키퍼이다.

## 축구인 경력

### 선수 경력
1993년 실업 리그의 할렐루야 축구단에 입단하였다. 1995년 프로축구 드래프트에서 신생팀 전남 드래곤즈의 지명을 받고 입단하였다. 1996년 군 복무를 위해 경찰 축구단에 입단하였으나 9개월 만에 의병전역하여 전 소속팀 전남으로 복귀하였다.
2006 시즌 종료 후 은퇴를 선언하였고, 2007년 3월 11일 FC 서울과의 경기에서 은퇴식을 가졌다.

### 지도자 경력
은퇴 직후 브라질의 산투스에서 지도자 연수를 받고 전남 드래곤즈의 골키퍼 코치로 복귀하였다.
2013년엔 광주 FC에서 골키퍼 코치를 맡았고, 2014년엔 부천 FC 1995의 골키퍼 코치로 부임하였다.

## 수상

### 선수
전남 드래곤즈
- K리그 준우승 1회: 1997
- 아디다스컵 준우승 1회 : 1997
- FA컵 우승 1회 : 1997
- 대한화재컵 준우승 1회 : 2000
- FA컵 준우승 1회 : 2003

### 코치
경남 FC
- K리그 챌린지 : 우승 1회 : 2017